# Anders Gustaf Nygren
Anders Gustaf Nygren, född 30 augusti 1821 i Skinnskatteberg, död 24 januari 1868 i Stockholm, var en svensk orgelbyggare i Stockholm.

## Biografi
Nygren föddes 30 augusti 1821 på bruket i Skinnskatteberg. Han var son till snickaren Anders Nygren och Eva Margareta Wivegg. Den 15 december 1839 flyttade Nygren till Stockholm och står då antecknad som musikelev.
Han var 1840 lärling hos snickarmästaren Fredrik Ranbach i Klara församling, Stockholm. 1845 blev han snickargesäll hos orgelbyggaren  Gustaf Andersson i Stockholm. 1850 var han orgelbyggarelev.
Han tog examen 1851. 1853 bodde han i kvarteret Jericho. 1854 flyttade han till kvarteret Lagerbärsträdet. 1855 flyttade han till kvarteret Putten i Klara församling, Stockholm. 1863 flyttade familjen till kvarteret Apeln.
Han byggde små orglar i Mellansverige på 1850-talet och 1860-talet, och reparerade även orglar.

### Familj
Nygren gifte sig 1855 med Henrietta Lovisa Maria Merker (född 1826).

## Lista över orglar
| År   | Ursprunglig kyrka        | Stift      | Bild | Manualer | Pedal        | Stämmor | Bevarad orgel/fasad | Övrigt |
| ---- | ------------------------ | ---------- | ---- | -------- | ------------ | ------- | ------------------- | --- |
| 1855 | Knista kyrka             | Strängnäs  |      |          |              | 5       | Nej/Nej             | En ny orgel byggdes 1871 av E A Setterquist, Örebro.                                                         |
| 1855 | Risbergs missionskyrka   | Strängnäs  |      |          |              |         | Nej/Ja              | Orgeln flyttades på 1890-talet till Hovsta kyrka. En ny orgel byggdes 1911 av E A Setterquist & Son, Örebro. |
| 1856 | Kvistbro kyrka           | Strängnäs  |      |          |              | 6       | Nej/Nej             | En ny orgel byggdes 1912 av E A Setterquist & Son, Örebro.                                                   |
| 1858 | Kastlösa kyrka           | Växjö      |      |          |              | 10      | Nej/Nej             | En ny orgel byggdes 1936 av A Mårtenssons Orgelfabrik AB, Lund.                                              |
| 1859 | Follingbo kyrka          | Visby      |      | 1        | Bihängd      | 6       | Ja/Ja               | Orgeln omdisponerades 1956 av Andreas Thulesius, Klintehamn.                                                 |
| 1859 | Björksta kyrka           | Västerås   |      | 1        | Bihängd      | 6       | Nej/Nej             | En ny orgel byggdes 1930 av A Magnussons Orgelbyggeri AB, Göteborg.                                          |
| 1860 | Alsike kyrka             | Uppsala    |      |          |              |         | Nej/Ja              | En ny orgel byggdes 1911 av Åkerman & Lunds Orgelfabriks AB, Sundbybergs köping.                             |
| 1862 | Simtuna kyrka            | Uppsala    |      | 1        | Självständig | 11      | Ja/?                | Orgeln finns magasinerad i kyrkan. En ny orgel byggdes 1955 av A Mårtenssons Orgelfabrik AB, Lund.           |
| 1863 | Nora kyrka, Ångermanland | Härnösands |      | 2        | Självständig | 19      | Nej/Ja              | En ny orgel byggdes 1936 av Åkerman & Lunds Nya Orgelfabriks AB, Sundbybergs stad.                           |
| 1863 | Tyska kyrkan i Stockholm |            |      |          |              |         |                     | Ombyggnation.                                                                                                |

### Ombyggnationer
| År   | Ursprunglig kyrka | Stift    | Bild | Manualer | Pedal | Stämmor | Bevarad orgel/fasad | Övrigt |
| ---- | ----------------- | -------- | ---- | -------- | ----- | ------- | ------------------- | --- |
| 1858 | Hargs kyrka       | Uppsala  |      |          |       | 12      | Nej/Ja              | Orgeln var byggd 1778–1779 av Jonas Ekengren, Stockholm. 1858 renoverades orgeln av Nygren. En ny orgel byggdes 1904–1905 av E A Setterquist & Son, Örebro. |
| 1859 | Hällefors kyrka   | Västerås |      | 1        |       | 11      | Ja/Ja               | En orgel byggdes 1789 av Johan Sundström, Järnboås. 1859 omändrades orgeln av Nygren. Orgeln flyttades 1880 av Salomon Molander & Co, Göteborg till Stenkyrka kyrka. 1935 utökades orgeln med en andra manual av Olof Hammarberg, Göteborg. 1955 togs den andra manualen bort. 1977 renoverades orgeln av Grönlunds Orgelbyggeri AB, Gammelstad. |

## Medarbetare
- 1855–1856 - Adolph Lindroth (född 1836). Han var lärling hos Nygren.
- 1856 - Anders Fredrik Lindholm (född 1839). Han var lärling hos Nygren.
- 1857 - Anders Lindqvist (född 1830). Han var lärling hos Nygren.
- 1857 - Pehr Baggström (född 1832). Han var lärling hos Nygren.
- 1857 - Carl Gustaf Carlsson (född 1840). Han var lärling hos Nygren.
- 1858 - Eric Wilhelm Westerberg (född 1832). Han var lärling hos Nygren.
- 1861 - Carl Johan Eriksson (född 1833). Han var lärling hos Nygren.